# Chronica sive Historia de duabus civitatibus

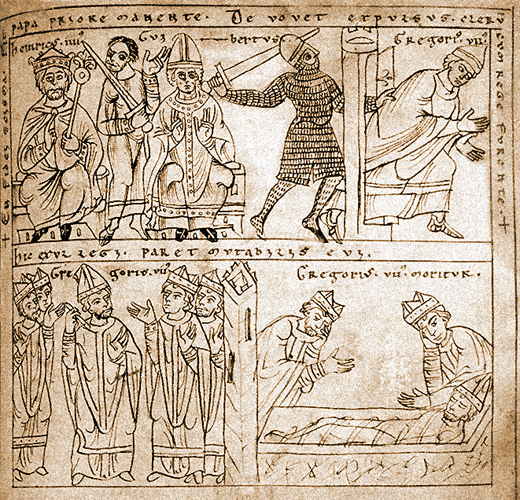
Chronica sive Historia de duabus civitatibus

Chronica sive Historia de duabus civitatibus, také Geschichte der zwei Reiche des Otto von Freising (Kronika čili dějiny dvou obcí), je důležitý historický pramen německého středověku.

## Historie
Latinsky psaná kronika biskupa Oty z Freisingu vznikla v letech 1143–1146. První tištěná verze se objevila v roce 1515. Náleží k typu středověké "světové kroniky" a v sedmi knihách líčí veškerou historii lidstva od biblického stvoření světa až po autorovu současnost a v osmé knize pak i vizi Posledního soudu. Autor pocházel z významného východo-franckého rodu Babenberků, kteří byli příbuznými a podporovateli pozdějšího římského krále (1152) a císaře (1155) Fridricha I. Barbarossy, vnímal římsko-německou říši (Svatou říši římskou) v tradici antických říší (civilizací) babylonské, perské, řecko/makedonské a římské ukázal na jeho důležitou roli v božích dějinách spásy (Historia salutis).
Jejím pokračováním je Chronik von St. Blasien, psaná německým benediktinským mnichem Otou ze St. Blasien.